# Ernest Lewis
Ernest Wool Lewis (Hammersmith, 5 aprile 1867 – Plymouth, 19 aprile 1930) è stato un tennista britannico.

## Biografia
Attivo sul finire del 1800, quando il tennis era ancora agli albori, ha raggiunto in quattro diverse occasioni la finale All-Comers a Wimbledon uscendone sempre sconfitto; sia nel 1886 che nel 1892 si è arreso soltanto al quinto set rispettivamente contro Herbert Lawford e Joshua Pim.
Ha disputato sei finali nel doppio maschile ai Championships tra cui la primissima edizione del 1884 uscendone sconfitto dai gemelli Ernest e William Renshaw, in questa disciplina è riuscito a trionfare nel 1892 in coppia con Harry Barlow superando i fratelli Wilfred e Herbert Baddeley.
Ha ottenuto due vittorie agli Irish Open nel biennio 1890-91 mentre l'anno successivo è stato sconfitto in finale da Ernest Renshaw, nel doppio ha conquistato il titolo sia nel 1889 insieme a George Hillyard che nel 1892 in coppia con Ernest George Meers.

## Finali nei tornei del Grande Slam

### Doppio

#### Vittorie (1)
| Anno | Torneo                      | Compagno     | Avversari in finale               | Punteggio          |
| 1892 | Torneo di Wimbledon, Londra | Harry Barlow | Wilfred Baddeley Herbert Baddeley | 4–6, 6–2, 8–6, 6–4 |

#### Finali perse (5)
| Anno | Torneo                      | Compagno          | Avversari in finale               | Punteggio               |
| 1884 | Torneo di Wimbledon, Londra | Edward Williams   | William Renshaw Ernest Renshaw    | 6–3, 6–1, 1–6, 6–4      |
| 1889 | Torneo di Wimbledon, Londra | George Hillyard   | William Renshaw Ernest Renshaw    | 6–4, 6–4, 3–6, 0–6, 6–1 |
| 1890 | Torneo di Wimbledon, Londra | George Hillyard   | Joshua Pim Frank Stoker           | 6–0, 7–5, 6–4           |
| 1893 | Torneo di Wimbledon, Londra | Harry Barlow      | Joshua Pim Frank Stoker           | 4–6, 6–3, 6–1, 2–6, 6–0 |
| 1895 | Torneo di Wimbledon, Londra | Wilberforce Eaves | Wilfred Baddeley Herbert Baddeley | 8–6, 5–7, 6–4, 6–3      |